# Reinier Post
Regnerus (Reinier) Richardus Post (Kloosterburen, 18 mei 1894 – Nijmegen, 27 oktober 1968) was een Nederlandse rooms-katholieke priester, historicus en hoogleraar Middeleeuwse geschiedenis aan de Katholieke Universiteit Nijmegen.

## Opleiding en verblijf te Rome
Post - geboren als een na oudste in een gezin van tien kinderen - bezocht het kleinseminarie in Culemborg en het groot-seminarie Rijsenburg. Hij werd in 1915 priester gewijd en werkte daarna aan het kleinseminarie in Culemborg. Daar kwam hij in contact met de letterkundige Gerard Brom (1882-1959), die in 1923 de eerste hoogleraar Nederlandse letterkunde aan de Nijmeegse universiteit zou worden. Brom adviseerde Post om geschiedenis te gaan studeren. In 1920 volgde Post het practicum oorkondekritiek bij de Utrechtse mediëvist Otto Oppermann. Hierop volgde de studie geschiedenis en een promotie in 1928 op het proefschrift Eigenkerken en bisschoppelijk gezag in het bisdom Utrecht tot de dertiende eeuw. Dit proefschrift werd in 1931 door het Nuyensfonds bekroond. Na zijn promotie trok Post naar Rome waar hij aan het Historisch Instituut aanvankelijk als wetenschappelijk medewerker, later als secretaris tot 1937 zou blijven. Hij publiceerde vanuit Rome Geschiedenis der Utrechtsche bisschopsverkiezingen tot 1535 (1933) en Supplieken, gericht aan de pausen Clemens VI, Innocentius VI en Urbanus V, terwijl hij de basis legde voor de in 1941 als deel 84 van 's Rijks Geschiedkundige Publicaties verschenen Romeinsche bronnen voor den kerkelijken toestand der Nederlanden onder de Apostolische Vicarissen 1592-1727.

## Hoogleraar te Nijmegen
Eind 1936 werd Post door het curatorium van de Katholieke Kerk benoemd tot bijzonder hoogleraar aan de theologische faculteit (leeropdracht: kerkelijke geschiedenis der middeleeuwen en van de nieuwe tijd), met een nevenbenoeming in de Faculteit der Letteren (leeropdracht: algemene vaderlandse geschiedenis der middeleeuwen). De benoeming was een verrassing omdat de leerstoel statutair was voorbehouden aan de Jezuïeten. Dat het Nederlands episcopaat (dat de facto het curatorium van de universiteit vormde) een niet-Jezuïet benoemde viel noch bij de Orde, noch bij de faculteit in goede aarde. Post aanvaardde zijn ambt met het uitspreken, op 25 januari 1937, van de rede De beteekenis van de Romeinsche archivalia voor de Nederlandsche kerkgeschiedenis. Toen het aartsbisdom Utrecht in 1951 een nieuwe hulpbisschop mocht benoemen, plaatste het metropolitaan kapittel Post, na Bernardus Alfrink en Jan Geerdinck als derde op de terna. In 1956 werd hij overigens gewoon hoogleraar aan de Letterenfaculteit en werden zijn werkzaamheden voor de theologische faculteit nevengeschikt. Post werd in 1946 lid van de KNAW en was ook enige tijd rector magnificus van de Katholieke Universiteit. Na het invoeren van een nieuwe bestuursvorm voor de universiteit in 1961 was Post de eerste voorzitter van het College van Curatoren.
Wat zijn wetenschappelijk werk betreft ontwikkelde Post zich tot een - internationaal vermaard - specialist op het gebied van de late middeleeuwen. Met name zijn studies over Geert Grote en de Moderne Devotie gelden nog steeds als standaardwerken. Kritiek kreeg hij ook, met name op het punt dat hij wel veel beschikbare kennis in groter synthetisch verband onderbracht, maar zelf zelden (nieuw) archiefonderzoek deed. Hij begeleidde vijfentwintig promoties.
Voor de Nijmeegse universiteit was hij van belang vanwege zijn krachtige inzet voor de vestiging van faculteiten Geneeskunde (1951) en voor Wis- en Natuurkunde (1961).
In Postillen over Kerk en Maatschappij in de vijftiende en zestiende eeuw. Aangeboden aan R.R. Post bij zijn afscheid als hoogleraar (Nijmegen, 1964) is een complete bibliografie opgenomen.
- Biblioteca Nacional de España: XX1403735
- Bibliothèque nationale de France: cb112711896 (data)
- Biografisch Portaal: 29998412
- CiNii: DA04443036
- Digitale Bibliotheek voor de Nederlandse Letteren: post029
- Gemeinsame Normdatei: 172312159
- International Standard Name Identifier: 0000 0001 0823 1178
- Library of Congress Control Number: no92029621
- Nationale bibliotheek van Australië: 35429776
- Nationale Bibliotheek van Israël: 987007308341205171
- Nederlandse Thesaurus van Auteursnamen: 069432252
- Istituto Centrale per il Catalogo Unico: SBLV007254
- Système universitaire de documentation: 061631523
- Trove: 949841
- Virtual International Authority File: 219308542